# Gran Premi de Qatar de motociclisme de 2021
El Gran Premi de Qatar de motociclisme de 2021 és la primera cursa de la temporada 2019 de motociclisme. És un gran premi disputat en llum artificial, ja que es corregué de nit al Circuit internacional de Losail, situat a la ciutat de Doha (Qatar), el cap de setmana del 26 al 28 de març de 2021.

## Resultats

### MotoGP
| Pos.                         | No. | Pilot             | Constructor | Voltes | Temps     | Graella | Punts |
| ---------------------------- | --- | ----------------- | ----------- | ------ | --------- | ------- | ----- |
| 1                            | 12  | Maverick Viñales  | Yamaha      | 22     | 42:28.663 | 3       | 25    |
| 2                            | 5   | Johann Zarco      | Ducati      | 22     | +1.092    | 6       | 20    |
| 3                            | 63  | Francesco Bagnaia | Ducati      | 22     | +1.129    | 1       | 16    |
| 4                            | 36  | Joan Mir          | Suzuki      | 22     | +1.222    | 10      | 13    |
| 5                            | 20  | Fabio Quartararo  | Yamaha      | 22     | +3.030    | 2       | 11    |
| 6                            | 42  | Álex Rins         | Suzuki      | 22     | +3.357    | 9       | 10    |
| 7                            | 41  | Aleix Espargaró   | Aprilia     | 22     | +5.934    | 8       | 9     |
| 8                            | 44  | Pol Espargaró     | Honda       | 22     | +5.990    | 12      | 8     |
| 9                            | 43  | Jack Miller       | Ducati      | 22     | +7.058    | 5       | 7     |
| 10                           | 23  | Enea Bastianini   | Ducati      | 22     | +9.288    | 13      | 6     |
| 11                           | 6   | Stefan Bradl      | Honda       | 22     | +10.299   | 17      | 5     |
| 12                           | 46  | Valentino Rossi   | Yamaha      | 22     | +10.742   | 4       | 4     |
| 13                           | 88  | Miguel Oliveira   | KTM         | 22     | +11.457   | 15      | 3     |
| 14                           | 33  | Brad Binder       | KTM         | 22     | +14.100   | 19      | 2     |
| 15                           | 89  | Jorge Martín      | Ducati      | 22     | +16.422   | 14      | 1     |
| 16                           | 10  | Luca Marini       | Ducati      | 22     | +20.916   | 18      |       |
| 17                           | 27  | Iker Lecuona      | KTM         | 22     | +21.026   | 21      |       |
| 18                           | 21  | Franco Morbidelli | Yamaha      | 22     | +23.892   | 7       |       |
| 19                           | 32  | Lorenzo Savadori  | Aprilia     | 22     | +46.346   | 22      |       |
| Ret                          | 73  | Àlex Márquez      | Honda       | 13     | Accident  | 22      |       |
| Ret                          | 30  | Takaaki Nakagami  | Honda       | 6      | Accident  | 14      |       |
| Ret                          | 9   | Danilo Petrucci   | KTM         | 0      | Accident  | 20      |       |
| INFORME OFICIAL CURSA MOTOGP |     |                   |             |        |           |         |       |